# Gunung Permandani
Gunung Permandani är ett berg i Indonesien.   Det ligger i provinsen Aceh, i den västra delen av landet, 1 600 km nordväst om huvudstaden Jakarta. Toppen på Gunung Permandani är 1 645 meter över havet, eller 669 meter över den omgivande terrängen. Bredden vid basen är 21,4 km.
Terrängen runt Gunung Permandani är bergig norrut, men söderut är den kuperad.Runt Gunung Permandani är det glesbefolkat, med 18 invånare per kvadratkilometer. I omgivningarna runt Gunung Permandani växer i huvudsak städsegrön lövskog.